# Edward John Eyre

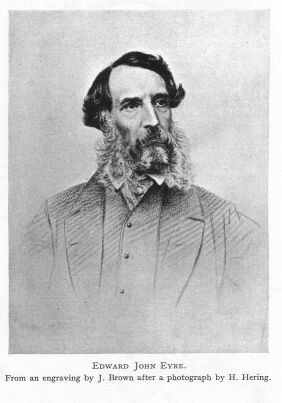
Edward John Eyre

Edward John Eyre (Whipsnade, 5 augustus 1815 – Walreddon Manor, 30 november 1901) was een Brits ontdekkingsreiziger en koloniaal bestuurder. Hij ondernam diverse ontdekkingsreizen in Zuid-Australië en was onder meer gouverneur van Jamaica.

## Biografie
Toen Eyre 17 jaar oud was, emigreerde hij naar Australië, waar hij schapenhouder werd op de Molonglo Plains nabij Canberra. In 1837-1838 en 1838-1839 dreef hij tweemaal een kudde schapen naar Adelaide in Zuid-Australië, waar hij goede winst mee maakte, en tegelijkertijd zocht naar nieuwe, snellere routes tussen Canberra en Adelaide.

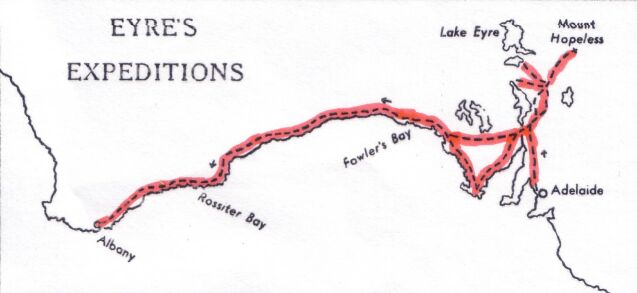
Eyres reizen

Eyres eerste echte ontdekkingstocht was in 1839. Met John Baxter werd hij uitgestuurd om een voor vee geschikte (dus niet al te droge) route van Adelaide naar Port Lincoln te vinden. Ze zetten hun basiskamp op aan het einde van Spencer Gulf, maar vonden westwaarts slechts zoutmoerassen. Hij trok noordwaarts tot Mount Arden en Mount Eyre. Later dat jaar deed hij een tweede poging, dit keer vanuit Port Lincoln. Hij volgde de kust noordwestwaarts tot Streaky Bay, stak vervolgens het droge gebied oostwaarts over tot Mount Arden en ontdekte verder noordelijk het Torrensmeer voor hij naar Adelaide terugkeerde.
Tijdens een bezoek aan West-Australië ontmoette Eyre George Grey, die plannen had voor een landroute voor schapen langs de kust van Adelaide naar Albany. Eyre weersprak Greys plannen, zeggende dat het gebied daar niet geschikt voor was. Hij stelde voor in plaats daarvan een ontdekkingsreis naar het noorden te leiden, waarvoor hij inderdaad de middelen beschikbaar kreeg. Hij deed in 1840 verschillende pogingen naar het noorden door te breken, maar werd tegengehouden door het Eyremeer en het Callabonnameer, die hij ten onrechte aanzag voor voortzettingen van het Torrensmeer, dat dus volgens hem als een hoefijzervormig meer alle verdere mogelijkheden noordwaarts uitsloot. Hierna trok hij westwaarts vanaf Mount Arden, tot aan Fowlers Bay, in een poging alsnog Greys plannen te onderzoeken.

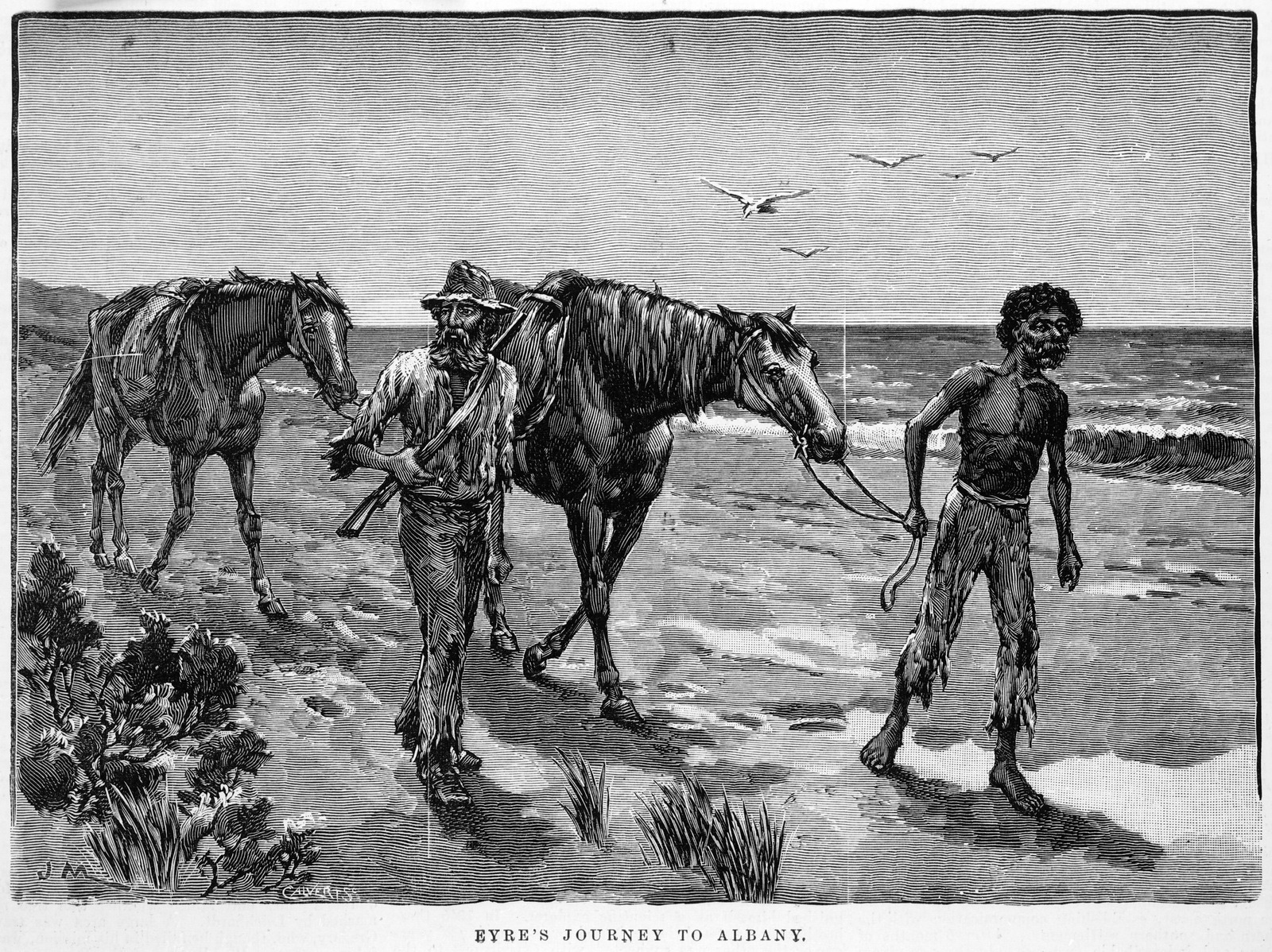
Eyre en Wylie trekken langs de droge zuidkust van Australië

In 1841 trok Eyre westwaarts, door een uiterst droog gebied met slechts af en toe waterbronnen. Twee Aboriginals uit zijn groep vermoordden Baxter, en verdwenen vervolgens met grote delen van het proviand. Eyre had nu nog slechts één compagnon, de aboriginal Wylie. Een keer moesten ze tussen twee waterplaatsen 7 dagen lang (235 km) lopen. Uiteindelijk had hij het geluk in Rossiterbaai een Franse walvisvaarder te ontmoeten, zodat Wylie en hij aan boord weer op krachten konden komen. Op 7 juli bereikte hij uiteindelijk Albany. Terug in Adelaide kreeg hij een enthousiast welkom, maar hoorde hij ook dat er geen geld beschikbaar was voor verdere ontdekkingsreizen.
Eyre kocht een stuk land in Moorundie aan de Murray, en kreeg de titel van resident magistraat en beschermer van de aboriginals, maar hij had geen verdere kansen expedities te leiden, en in 1844 keerde hij terug naar Engeland.
Van 1846 tot 1853 was hij luitenant-gouverneur van Nieuw-Zeeland. Later bekleedde hij diezelfde post op St. Vincent en Jamaica. Er ontstond beroering toen hij in oktober 1865 de Opstand in Morant Bay op Jamaica met harde hand neersloeg. Sommigen beschuldigden Eyre van onnodig hard optreden, en zelfs van moord vanwege de executie van George William Gordon. John Stuart Mill organiseerde het Jamaica Committee om hem voor het gerecht te brengen, terwijl Thomas Carlyle het Governor Eyre Defence and Aid Committee opzette. Strafrechtelijk werd hij buiten vervolging gesteld en ook de civiele procedure liep af op een sisser, maar hij werd uit koloniale dienst ontslagen, zij het met een pensioen van het parlement. Hierna leefde hij met zijn vrouw in afzondering op Walreddon Manor nabij Tavistock in Devon.
Hoewel dus niet onmiddellijk succesvol, was de campagne van 1865 tegen Eyre een mijlpaal in de strijd tegen het racisme in het Britse rijk.

## Publicaties
- Journals of expeditions of discovery into central Australia, and overland from Adelaide to King George's Sound [...] (Londen, 1845, 2 delen)

## Voetnoten
1. ↑  Jürgen Osterhammel, De metamorfose van de wereld, 2022, p. 491